# Stă să plouă cu chiftele 2
Stă să plouă cu chiftele 2 (în engleză Cloudy with a Chance of Meatballs 2) este un film american de comedie științifico-fantastică de animație din anul 2013, produs de Columbia Pictures și Sony Pictures Animation, animat de Sony Pictures Imageworks și distribuit de Sony Pictures Releasing. Continuarea filmului Stă să plouă cu chiftele (care, la rândul său, a fost bazat pe cartea cu același nume a lui Judi și Ron Barrett), filmul a fost regizat de Cody Cameron și Kris Pearn. Bill Hader, Anna Faris, James Caan, Andy Samberg, Neil Patrick Harris și Benjamin Bratt își reiau rolurile din primul film, în timp ce Will Forte, care l-a interpretat pe Joseph Towne în primul film, îl joacă acum pe Chester V. în acesta. Noii membri ai distribuției îi includ pe Kristen Schaal în rolul orangutanului Barb și Terry Crews în rolul lui Earl.
DJ Wanda este vocea lui Barb în limba română.